# Лужок (Кропивницький район)
Лужо́к — село в Україні, у Компаніївській селищній громаді Кропивницького району Кіровоградської області. Населення становить 70 осіб. До 2020 орган місцевого самоврядування — Компаніївська селищна рада.

## Населення
Згідно з переписом УРСР 1989 року чисельність наявного населення села становила 86 осіб, з яких 40 чоловіків та 46 жінок.
За переписом населення України 2001 року в селі мешкало 70 осіб.

### Мова
Розподіл населення за рідною мовою за даними перепису 2001 року:
| Мова       | Відсоток |
| ---------- | -------- |
| українська | 95,71 %  |
| білоруська | 2,86 %   |
| російська  | 1,43 %   |